# Tournoi des chanteurs de la Wartbourg

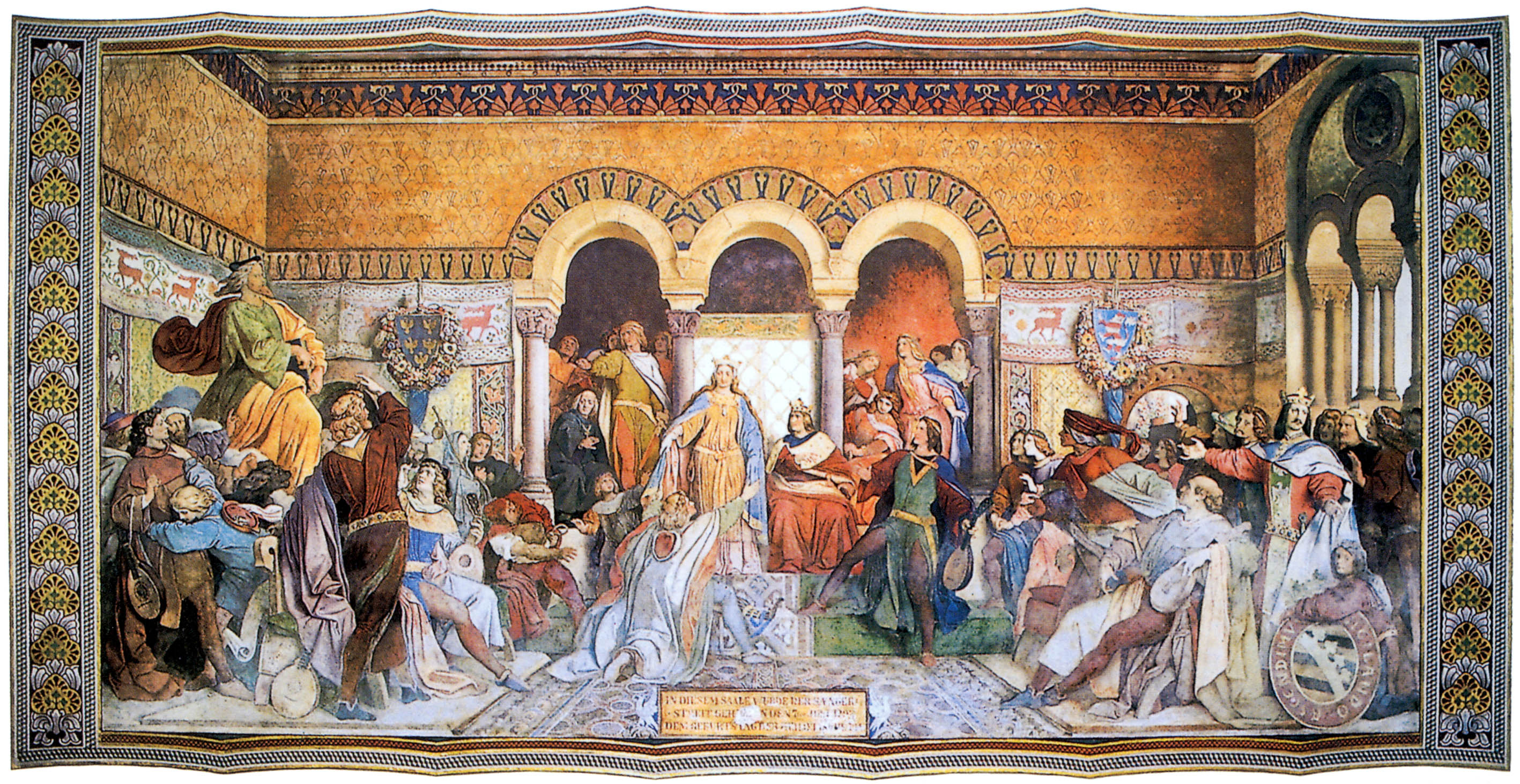
Moritz von Schwind - le tournoi des chanteurs de Wartbourg (Sängerkrieg auf der Wartburg).

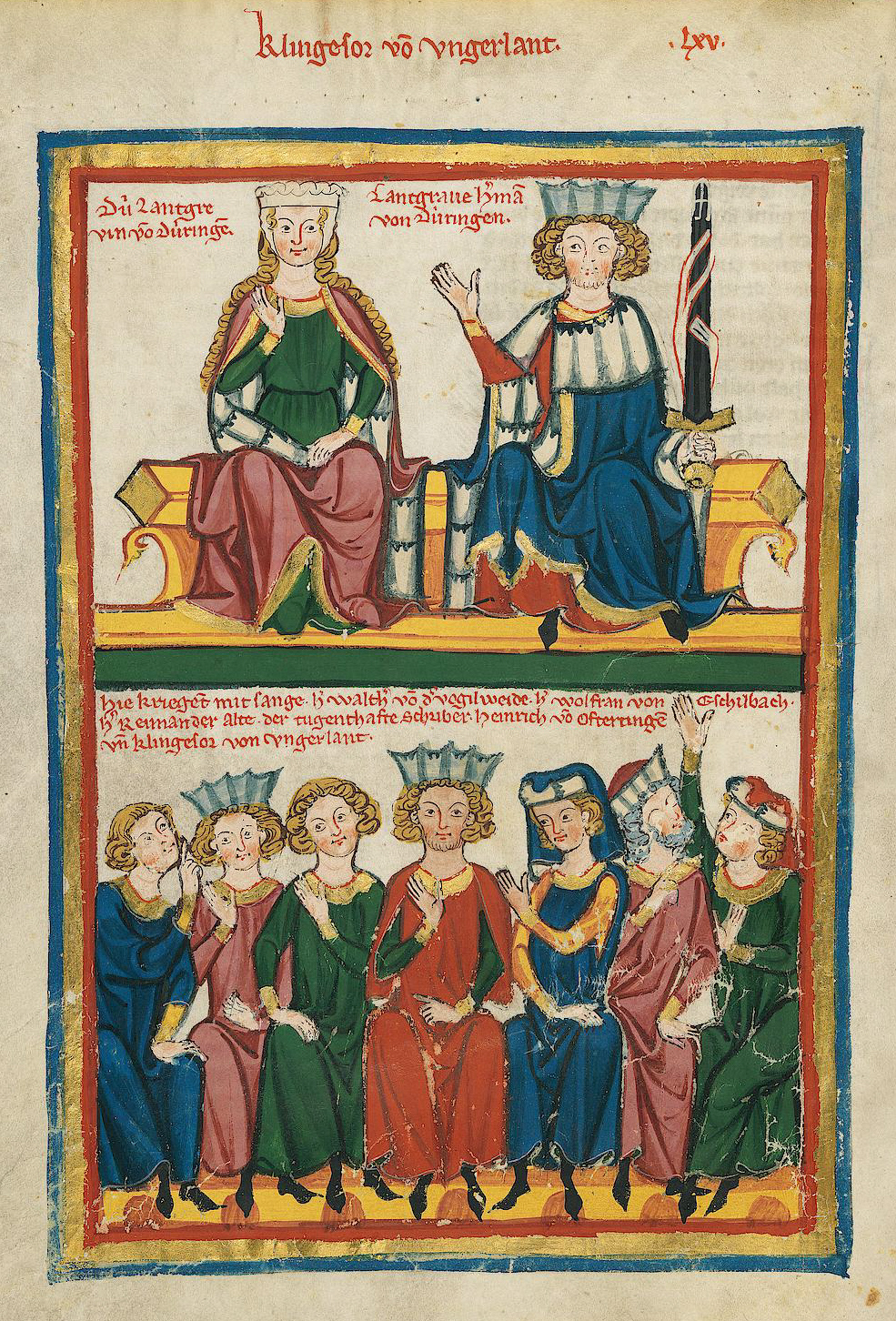
Miniature de la guerre de Wartburg du Codex Manesse, XIVe siècle.

Le Tournoi des chanteurs de la Wartbourg ou guerre de Wartburg est une collection de Sangsprittigichte (un genre de chanson en vers du moyen haut-allemand) du XIIIe siècle autour d'un prétendu concours de poètes sur la Wartburg de Thuringe.

## Historique
Les plus anciens poèmes du Tournoi des chanteurs de la Wartburg sont probablement les « Rätselspiel » (concours de devinettes entre Klingsor et Wolfram von Eschenbach) et l'« Aurons Pfennig » (accusations contre le clergé), tous deux écrits en « Schwarzen Ton » vers 1239. Le « Rätselspiel » a été précédé vers 1206/1207 par le « Fürstenlob » en 24 versets écrit en « Thüringer Fürstenton », dans lequel six chanteurs (Heinrich von Ofterdingen, Walther von der Vogelweide, le scribe vertueux - der tugendhafte Schreiber, Biterolf, Reinmar von Zweter et Wolfram) discutent devant le landgrave de Thuringe et sa femme pour savoir comment louer le prince de la meilleure façon. Le vaincu Heinrich von Ofterdingen reçoit enfin la permission d'aller chercher Klingsor, un nigromancien, en Hongrie, ce qui mène au concours de devinettes - Rätselspiel. Le Tournoi des chanteurs de la Wartburg comprend également le « Livre de Zabulon » (de Fürstenton, Wettstreit Klingsor - Wolfram) et le Totenfeier (Schwarzer Ton, pleurant la mort du Landgrave et du comte von Henneberg).
Il n'existe pas de version unique originale de la guerre de Wartburg. Différentes versions ont été retrouvées incluses dans des grands manuscrits de la fin du Moyen Âge (Codex Manesse, qui contient également une miniature représentant la controverse du chanteur, Jenaer Liederhandschrift, Kolmarer Liederhandschrift, Kolmarer Liederhandschrift). Des historiens thuringiens comme Dietrich von Apolda (après 1298) et Johannes Rothe (XVe siècle) voient un événement historique dans ce recueil de poésie. La poésie y reste attachée au panégyrique de la dynastie de Thuringe, à qui elle doit son origine.
L'impact littéraire de ce recueil semble avoir été très important. Jusqu'au XVe siècle, la guerre de Wartburg a continué à être diffusée et modifiée. Ce document retranscrit ainsi l'art et la conception de soi des maîtres chanteurs du Moyen Âge. Au XIVe siècle, une version du jeu de puzzle avec 32 versets forme l'entrée du roman de Lohengrin, également en argile noire. En conséquence, Wolfram, l'un des deux acteurs du jeu de puzzle, apparaît comme le narrateur de l'ensemble du roman.
Karl Simrock a produit la traduction la plus couramment lue aujourd'hui en Haut-allemand moderne vers 1858.